# كريستين هالفورسن
كريستين هالفورسن (بالنرويجية البوكمول: Kristin Halvorsen )‏ (و. 1960  م) هي سياسية نرويجية، ولدت في هورتن، الحزب الاشتراكي اليساري (النرويج).

## مناصب
تولت منصب Minister of Education and Research ‏ (20 أكتوبر 2009–16 أكتوبر 2013)
- Minister of Finance of Norway ‏ (17 أكتوبر 2005–20 أكتوبر 2009)[2]
- عضو برلمان النرويج  [لغات أخرى]‏.[2]

## التعليم
تعلمت في جامعة أوسلو.

## وصلات خارجية
- كريستين هالفورسن على موقع IMDb (الإنجليزية)
- كريستين هالفورسن على موقع قاعدة بيانات الفيلم (الإنجليزية)
- كريستين هالفورسن في قاعدة بيانات الأفلام على الإنترنت